# 西泽·A·罗德尼
西泽·奥古斯塔斯·罗德尼（Caesar Augustus Rodney，1772年1月4日—1824年6月10日，美国政治人物，民主共和党成员。

## 生平
曾任美国众议院黨员（1803年-1805年、1821年-1822年）、美国司法部长（1807年-1811年）、美国参议院议员（1822年-1823年）、美國駐阿根廷大使（1823年-1824年）。
| 前任： 约翰·布雷肯里奇 | 美国司法部长 1807年-1811年 | 繼任： 威廉·平克尼 |